# Jelitów (województwo łódzkie)
Jelitów – wieś w Polsce położona w województwie łódzkim, w powiecie rawskim, w gminie Biała Rawska.
Wieś wymieniana w 1444 r. jako Jelithowo.
Wieś szlachecka położona była w drugiej połowie XVI wieku w powiecie rawskim ziemi rawskiej województwa rawskiego. W latach 1975–1998 miejscowość administracyjnie należała do województwa skierniewickiego.

## Położenie
Jelitów leży na Równinie Łowicko-Błońskiej, na wysokości ok. 180 m n.p.m., w północno-wschodniej części województwa łódzkiego, przy bocznej drodze odchodzącej na południowy wschód od międzynarodowej drogi szybkiego ruchu E67 Warszawa – Katowice (tzw. Gierkówki). Miejscowość położona jest w odległości ok. 70 km na południowy zachód od Warszawy.
Przez miejscowość przepływa niewielka rzeka Białka, dopływ Rawki.

## Ludność
W osadzie zamieszkuje na stałe ok. 120 osób. W okresie letnim liczba ta wzrasta na skutek przybycia licznych letników, zwłaszcza z Warszawy i Łodzi. Osoby te zwykle są dawnymi mieszkańcami wsi, którzy wyjechali w latach 50. i 60., lub ich potomkami.

## Osada i okolica
Jelitów w swej strukturze osadniczej wykazuje cechy pośrednie pomiędzy ulicówką a nietypową rzędówką. Osada ciągnie się na długości ok. 1,5 km, a domy w zdecydowanej większości stoją tylko po jednej (północno-wschodniej) stronie drogi. Po drugiej stronie rozciągają się łąki, przyległe do odległej o ok. 100–200 m i płynącej wzdłuż całej osady rzeki Białki. Po drugiej stronie rzeki znajduje się dość duży kompleks leśny, ciągnący się aż do Babska i Wólki Babskiej. Las otacza także wieś od północnego zachodu. Z pozostałych stron wieś otaczają pola uprawne.
Na południowy zachód od Jelitowa (w stronę Wólki Lesiewskiej) leży wieś Teodozjów; obie te osady nie są niczym oddzielone i tylko tablica z nazwą wskazuje, że w miejscu tym zaczyna się odrębna wieś.
Jelitów należy do parafii pw. Matki Boskiej Królowej Polski w Kurzeszynie.